# Себерано, Кейт
Кейт Себера́но (англ. Kate Ceberano; род. 17 ноября 1966, Мельбурн) — австралийская певица, автор песен и актриса.

## Биография
Кейт Себерано родилась 17 ноября 1966 года в Мельбурне (штат Виктория, Австралия) в семье филиппинца-каратиста Тино Себерано (род.1942) и его жены-австралийки Чери Себерано, которые женаты с 1963 года. У Кейт есть два брата — старший-каратист Пол Себерано и младший-гитарист Фил Себерано.
Кейт начала свою музыкальную карьеру в 1983 году, став участницей группы «I'm Talking», которую она покинула 4 года спустя. Дебютный альбом группы, Bear Witness, выпущенный в августе 1986 года, получил платиновый статус продаж. По итогам австралийского музыкального телевизионного шоу «Обратный отсчет», Себерано получила звание «Самая популярная исполнительница» 1986 года. 
Также Себерано известна музыкальным сотрудничеством с группой «Models» и певицей Уэнди Мэттьюз. В 1986—2011 года она сыграла в 6-ти фильмах и телесериалах, среди которых биографический фильм 1999 года «Молокаи. История отца Дэмиена», где она исполнила главную роль.
3 октября 2015 года Кейт Себерано исполнила гимн Австралии перед Гранд-финалом Австралийской футбольной лиги на Мельбурн Крикет Граунд.
15 апреля 2018 года певица на церемонии закрытия Игр Содружества 2018 года.
17 октября 2018 года Себерано подтвердила, что воссоединится с «I'm Talking», которые вернутся на сцену в 2019 году, чтобы поддержать австралийский тур Брайана Ферри. 
С 5 февраля 1996 года Кейт замужем за режиссёром Ли Роджерсом. У супругов есть дочь — Джипси Роджерс (род.06.01.2004).

## Дискография

### Синглы
| Сингл                                                             | Год       | ARIA | New Zealand Charts |
| ----------------------------------------------------------------- | --------- | ---- | ------------------ |
| It's Magic / "Only with You (Backing vocals for John Justin)      | 1984      | -    |                    |
| Someday (with I'm Talking)                                        | 1984      | -    |                    |
| Models)                                                           | 1985      | 2    |                    |
| Trust Me (with I'm Talking)                                       | 1985      | 10   |                    |
| Lead the Way (with I'm Talking)                                   | 1985      | 25   |                    |
| Out of Mind, Out of Sight (with the Models)                       | 1985      | 1    |                    |
| Love Don't Live Here Anymore (with I'm Talking)                   | 1985      | 21   |                    |
| Do You Wanna Be? (with I'm Talking)                               | 1986      | 8    |                    |
| Holy Word (with I'm Talking)                                      | 1986      | 9    |                    |
| You've Always Got the Blues (duet with Wendy Matthews)            | 1988      | 81   |                    |
| "Bedroom Eyes"                                                    | 1989      | 2    | 12                 |
| Love Dimension                                                    | 1989      | 14   |                    |
| Brave / Young Boys Are My Weakness                                | 1989      | 15   |                    |
| That's What I Call Love" (featured on the Soundtrack "She Devil") | 1990      | 30   |                    |
| Dindi                                                             | 1990      | 105  |                    |
| Nature Boy                                                        | 1990      | -    |                    |
| "Every Little Thing"                                              | 1991      | 34   |                    |
| Satisfied                                                         | 1991      | 71   |                    |
| See Right Through / Everything Will Be Alright                    | 1991      | 33   |                    |
| Calling You (with Andrew Pendlebury on guitar)                    | 1992      | 97   |                    |
| "Everything's Alright" (with John Farnham and Jon Stevens)        | 1992      | 6    |                    |
| I Don't Know How to Love Him                                      | 1992      | 38   |                    |
| You've Got a Friend (Bass Culture Featuring Kate Ceberano)        | 1993      | 100  |                    |
| Feeling Alright                                                   | 1994      | 99   |                    |
| All That I Want Is You                                            | 1994      | 88   |                    |
| Change                                                            | 1995      | 100  |                    |
| Love and Affection                                                | 1996      | 91   |                    |
| Blue Box                                                          | 1996      | -    |                    |
| Pash                                                              | 1997      | 9    | 36                 |
| Love Is Alive                                                     | 1998      | 57   |                    |
| Time To Think                                                     | 1998      | -    |                    |
| I Won't Let You Down                                              | 1999      | 50   |                    |
| True Romantic                                                     | 1999      | 79   |                    |
| Yes                                                               | 2002/2003 | -    |                    |
| Higher and Higher                                                 | 2004      | -    |                    |
| At Last                                                           | 2004      | -    |                    |
| Unchained Melody                                                  | 2006      | -    |                    |
| Go Your Own Way                                                   | 2007      | -    |                    |
| She Will Be Loved                                                 | 2008      | -    |                    |

### Альбомы
- 1986 Bear Witness (lead singer in the band I'm Talking) — Platinum (AUS #14)
- 1987 Kate Ceberano & Her Septet — Gold
- 1988 You've Always Got the Blues (with Wendy Matthews) — Platinum (AUS#7)
- 1989 Brave — Triple Platinum (AUS#2)
- 1990 Like Now (as Kate Ceberano & Her Sextet) AUS #18
- 1991 Think About It AUS #24
- 1992 Jesus Christ Superstar Cast Album — Role: Mary Magdalene (4× Platinum, 10.Wks at No. 1)
- 1992 Open the Door — Live at Mietta's
- 1994 Kate Ceberano & Friends — live album from her ABC TV show — Gold AUS #19
- 1996 Blue Box — Gold AUS #18
- 1997 Pash — Gold AUS #23
- 1999 True Romantic: The Best of Kate Ceberano — Double Platinum (AUS#9)
- 2003 Girl Can Help It
- 2004 The Definitive Collection
- 2004 19 Days in New York (AUS #53)
- 2006 Live with The WASO
- 2007 Nine Lime Avenue — Platinum (AUS #4)
- 2008 So Much Beauty[9] (AUS #9)
- 2009 Bittersweet with trumpet player Mark Isham (AUS #80, #3 ARIA Jazz Chart)
- 2009 Dallas et Kate - Australian Indie release with Dallas Cosmas (Prototype Musique)
- 2009 Merry Christmas (AUS #17)
- 2010 Merry Christmas (2010 Version)